# 神縄・国府津-松田断層帯

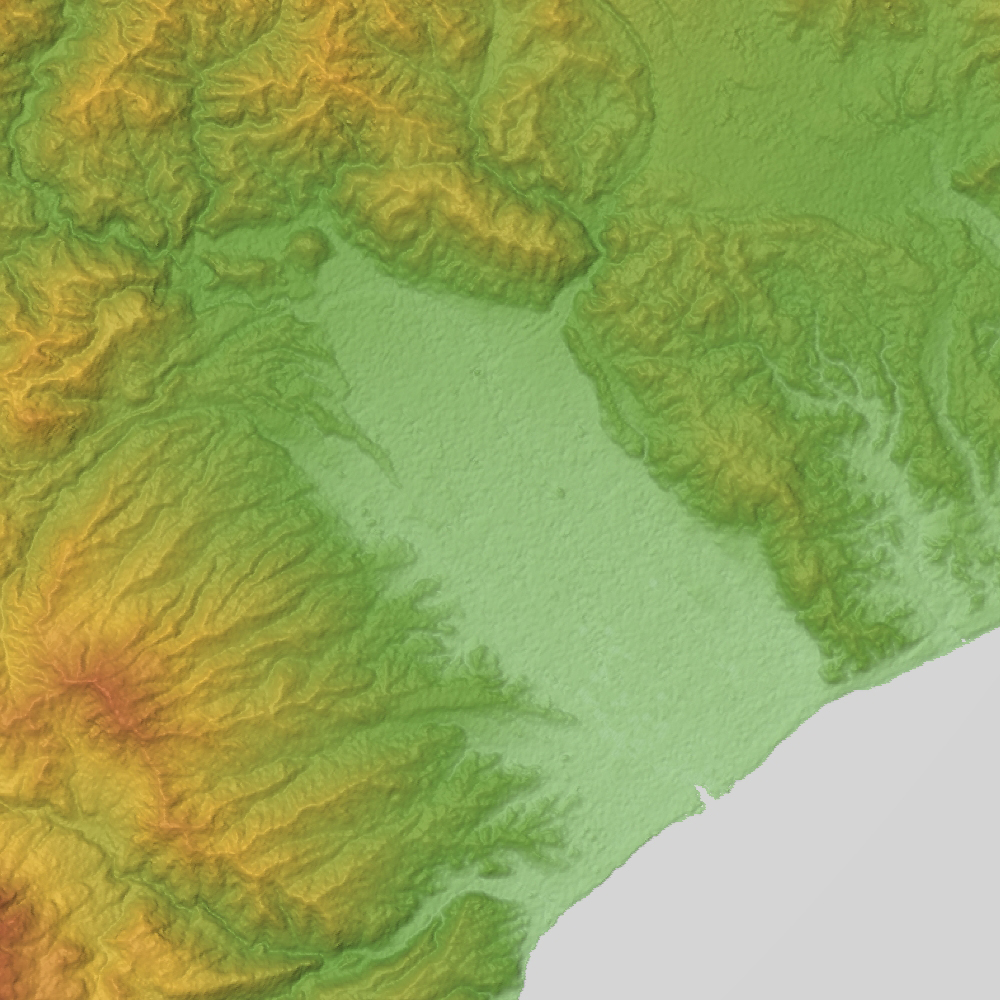
足柄平野周辺の地形図
平野の東縁から北縁にかけて断層帯がある

神縄・国府津-松田断層帯（かんなわ・こうづまつだ-だんそうたい）は、富士山の東麓から、丹沢山地の南麓、大磯丘陵西縁、国府津を経て相模湾に至る断層帯である。相模トラフを陸地方向に延長した線上に位置し、プレート境界から分岐した断層と考えられている。

## 概要
北西から、塩沢断層、平山断層、日向断層、松田北断層、国府津-松田断層とそれに付属する断層から構成されており、静岡県御殿場市から、駿東郡小山町、神奈川県南足柄市、足柄上郡山北町、松田町、大井町を経て、小田原市から相模湾に至る、長さ50km以上のA級活断層である。
塩沢断層は左横ずれ成分を含む北側隆起の逆断層で地表部分に認められる長さは10km程度。地下の伏在断層を含めた長さは15km以上の可能性が指摘されている。
平山断層(9km)と日向断層(6km)は西側隆起の逆断層成分を含む左横ずれ断層、松田北断層は左横ずれ成分含む北側隆起の逆断層。平山-日向-松田北断層は北伊豆断層帯の北方延長であるという考えもある。
国府津-松田断層は北東側隆起の逆断層と推定されている。1930年大塚彌之助により命名された。
神縄断層は以前は活断層と考えられていたが、2009年から2011年の調査で約35万年前に活動を停止したと判断されたことから、国府津－松田断層は相模トラフの分岐断層とされ、名称についても「国府津－松田断層帯」に変更された。

## 評価
相模トラフから沈み込むフィリピン海プレートの北縁部に位置している。日本の活断層の中では地震の発生確率が（相対的に）高いグループに属している。現在を含む今後数百年以内に、変位量10m程度、マグニチュード8程度の規模の地震が発生する可能性があるとされている。特に、塩沢断層帯は今後の30年間に M6 クラスの地震が発生する可能性は 4%以下であるが、日本の主な活断層の中では発生の可能性が高いグループに属する。
地震テクトニクス上の見解は複数有り「相模トラフ内のセグメントとは独立に活動し、丹沢山地や大磯丘陵を持ち上げる大磯型地震（マグニチュード7を想定）を引き起こす」とする説と「関東地震を200〜300年ごとに引き起こすプレート境界断層から分岐した副断層の一つ」とする説があったが、国府津-松田断層は相模トラフのメガスラストの分岐断層であることが分かり、相模トラフ巨大地震の発生と同時に活動すると見られている。

## 活動歴
国府津-松田断層の最新活動時期は西暦1150年から1350年の間であると推定されており、相模トラフ巨大地震であった可能性がある1293年の鎌倉大地震の起震断層の一つである可能性がある。過去約6000年間に約20mの上下変位をしているとされているほか、1995年から1996年にかけて実施されたトレンチ調査によれば、3000年間で4回或いは5回の変動イベントが確認されている。山崎らの調査によれば最新のイベントは約2300年前とされている。
塩沢断層帯
最新活動時期は不明、平均活動間隔は800年程度以上と推定
平山－松田北断層帯
最新活動時期が約2,700年前、約2万1000年前以降に5回の活動と推定。均活動間隔は約4000年から5000年程度
国府津－松田断層帯
新活動時期は12世紀以後、14世紀前半以前（西暦1350年以前）。平均活動間隔は約800年から1300年程度